# Palácio Strozzi

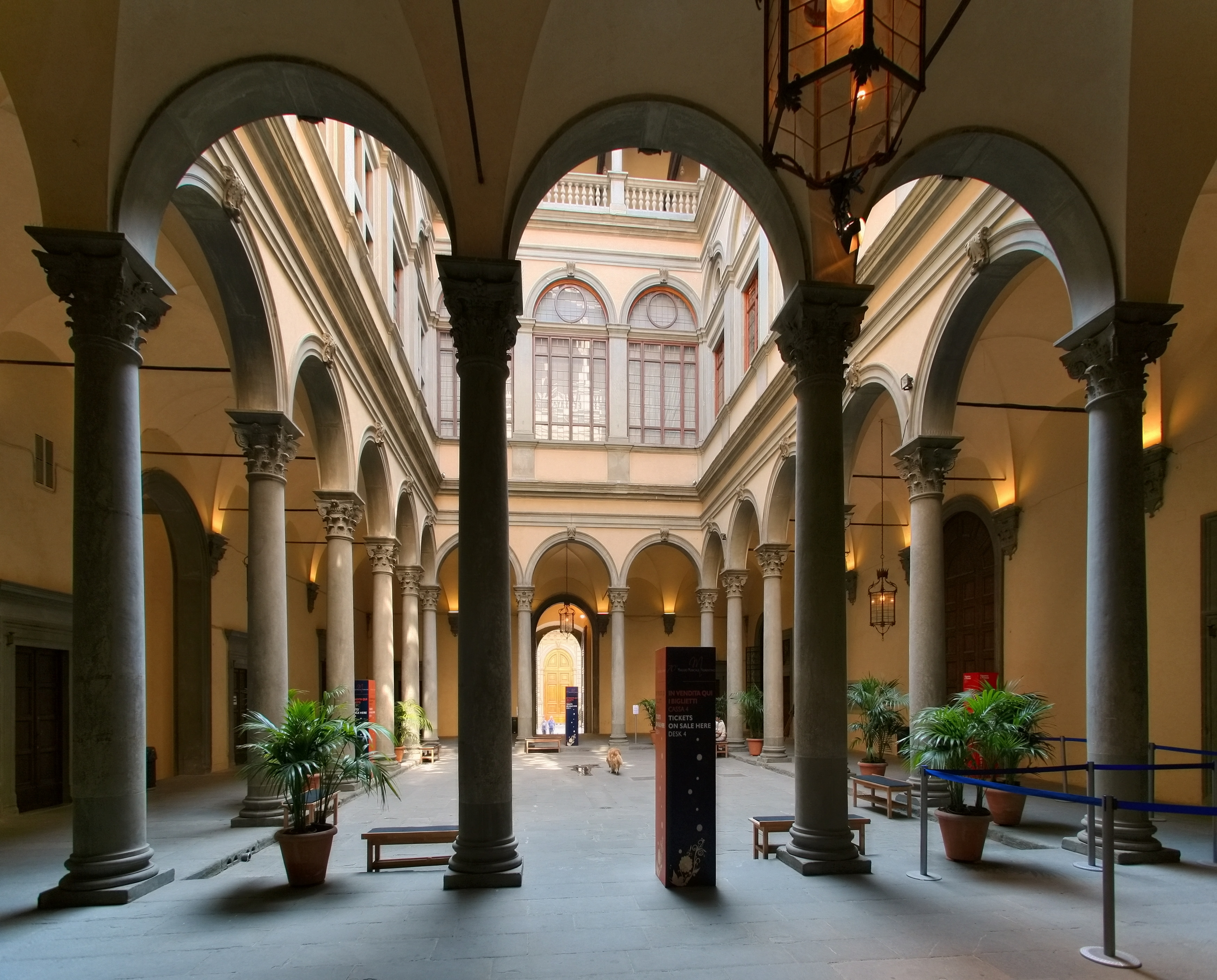
Pátio do Palazzo Strozzi

O Palazzo Strozzi (Palácio Strozzi), na zona central de Florença, é um dos mais notáveis edifícios da fase inicial da Renascença italiana. De tamanho imponente (foi necessário destruir 15 edifícios para construí-lo), encontra-se entre as homónimas Via Strozzi e Plaza Strozzi, e a Via Tornabuoni, com grandiosos portais que fazem de entrada, todos idênticos, em cada um dos três lados que não se encontram encostados a outros edifícios.
Autêntica obra prima da arquitectura civil florentina do Renascimento, foi construído, entre 1489 e 1538, para a família Strozzi, uma das mais importantes linhagens patrícias florentinas, tradicionalmente hostil à facção dos Médici, que o manteve na sua posse até 1907, ano em que foi legado ao Estado italiano. O projecto do edifício é do arquitecto Benedetto da Maiano, que o projectou por encomenda de Filippo Strozzi.
Alberga hoje galerias de arte, um arquivo e outros serviços culturais.

## História
A família Strozzi havia-se exilado de Florença, em 1434, devido à sua oposição aos Médici, mas graças à fortuna acumulada como banqueiro em Nápoles, Filippo Strozzi pôde voltar à cidade em 1466, decidido a esmagar os seus rivais. Esta ideia tornou-se uma verdadeira obsessão e durante anos comprou e demoliu edifícios em volta da sua residência para, desta forma, dispor do terreno necessário para edificar o maior palácio alguma vez visto em Florença.
Giuliano da Sangallo fez um modelo do Palazzo Strozzi em madeira entre 1489 e 1490 (actualmente no Bargello) mas Giorgio Vasari adjudicou o projecto a Benedetto da Maiano, o arquitecto preferido de Lourenço o Magnífico. Com tanto dinheiro à disposição, nenhum aspecto do projecto foi deixado ao acaso, tendo-se chegado, inclusivamente, a chamar astrónomos para decidir qual era o dia mais propício para colocar a primeira pedra. Os trabalhos começaram, pois, em 1489, mas somente dois anos depois falecia Filippo Strozzi. Os seus herdeiros prosseguiram, embora com dificuldades, a dispendiosa construção do sonho de Filippo.
À morte de Benedetto da Maiano, quando o edifício em obras havia chegado ao segundo piso, os trabalhos foram confiados a Simone del Pollaiolo, chamado Il Cronaca, o qual realizou a coroação da fachada e o pátio porticado. Del Pollaiolo manteve-se como encarregado da obra até ao dia 31 de outubro de 1504, como atestam documentos da época.
Depois de várias interrupções causadas pela oscilante situação económica da família, o palácio foi terminado em 1538 por Baccio d'Agnolo, que cuidou também dos espaços interiores e dos móveis, mas deixou a cornija incompleta num dos lados, tendo permanecido assim até hoje. O edifício foi confiscado pelo Grão-Duque Cosme I de Médici no mesmo ano, sendo devolvido aos Strozzi trinta anos depois.
Em 1638, Guerardo Silvani realizou a capela do primeiro andar e, em 1662, ampliou a escadaria sobra a Via Tornabuoni.
Foi somente em 1864 que se agregou o longo da Via Tornabuoni o chamado "banco de rua" (panca di via), executado por Giuseppe Poggi sob encomenda do Príncipe Ferdinando Strozzi. Nesta ocasião também se reabriu o portão da Plaza Strozzi e o pátio foi unido ao nível da rua com uma rampa, para permitir que as carroças acedessem ao coração do palácio. Entre 1886 e 1889 foram restauradas as fachadas, o que aconteceria novamente no início do século XX.

## Arquitectura

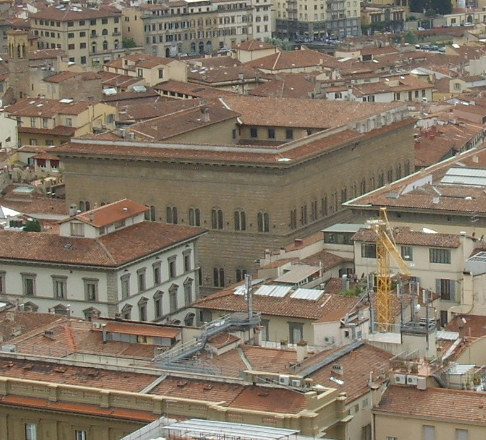
O corpo cúbico do Palazzo Strozzi, numa vista aérea

O palácio representa o exemplo mais perfeito do ideal de edifício senhorial do Renascimento.
Foi voluntariamente construído num tamanho superior ao do Palazzo Medici, do qual copiou a forma cúbica desenvolvida sobre três andares em volta dum pátio central, e a parede revestida com a típica pietraforte florentina inclinada para o alto. À altura da rua abrem-se janelas rectangulares, enquanto que nos pisos superiores se podem encontrar duas séries de elegantes janelas bíforas sobre cornijas dentadas.
Em cada um dos três lados que dão para a rua, abrem-se três portais com arcadas, de solene classicismo.
Em torno do palácio corre um rodapé contínuo, e o edifício está coroado por uma imponente cornija apoiada sobre uma faixa lisa, a qual se interrompe na Via Strozzi.

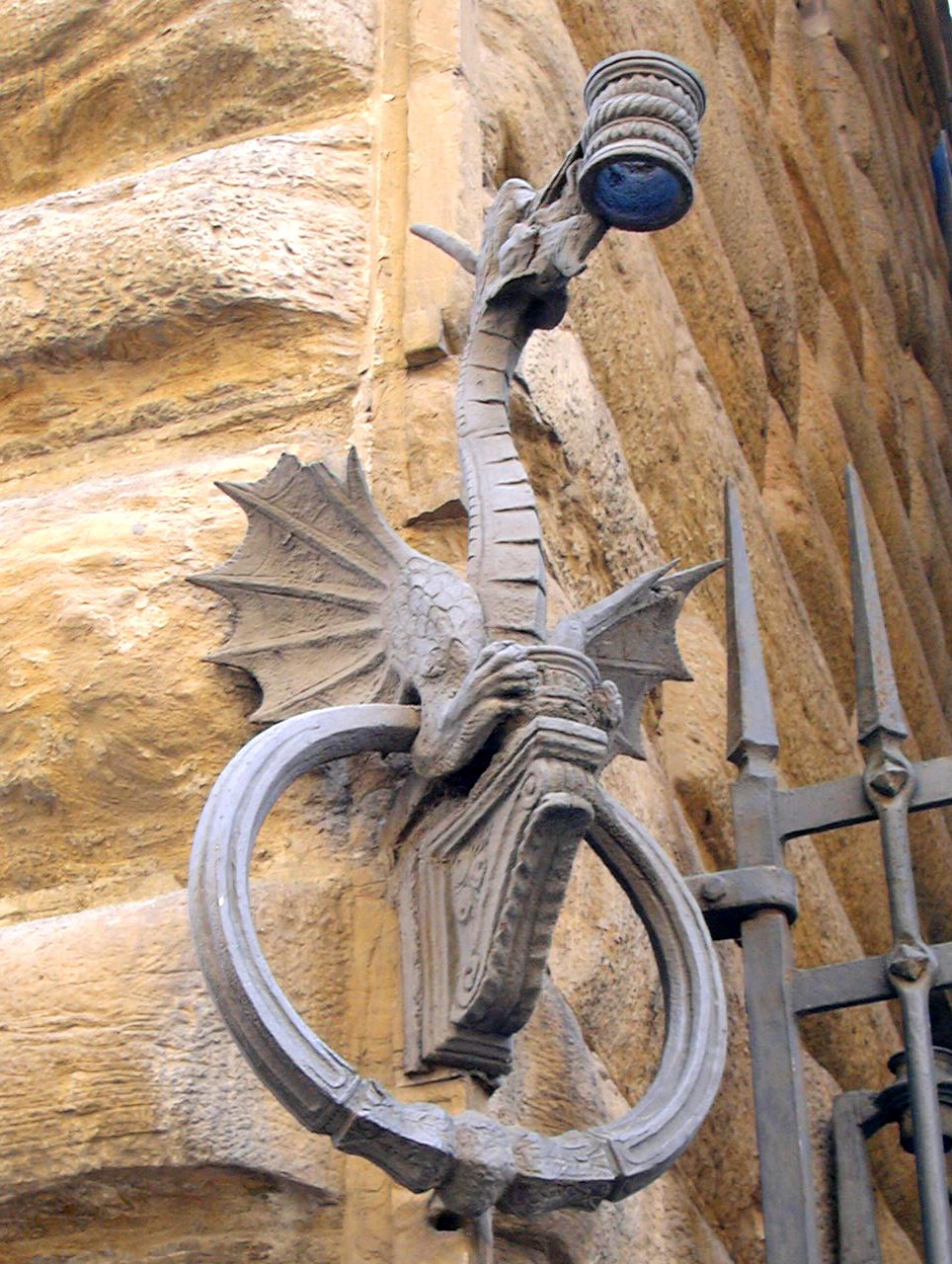
Porta-archotes numa das esquinas do palácio

No exterior encontram-se os porta-archotes e porta-bandeiras, e as argolas de ferro forjado para os cavalos, o melhor exemplo desta forma artística e obra prima de Niccolò Grosso, chamado Il Caparra, o mais famoso ferreiro de Florença activo no século XV, mencionado também por Vasari em Le Vite. São particularmente notáveis as obras das esquinas: porta-archotes com forma de dragões e esfínges, e as lucernas com a forma de templo com pontas, parecendo assemelhar-se a cebolas, que antigamente davam nome à Plaza Strozzi.

## O Palazzo Strozzi na actualidade
O palácio manteve-se como propriedade da família Strozzi até 1937, quando foi adquirido pelo Instituto Nacional de Seguros (Istituto Nazionale delle Assicurazioni), restaurado, e posteriormente cedido ao Estado Italiano em 1999. Actualmente é sede de dois importantes institutos:
- O Gabinete Vieusseux, nascido da associação literária e científica de Gian Pietro Vieusseux, fundada em 1819. Esta associação foi frequentada, entre outras personalidades, por Stendhal. Conserva também uma importante biblioteca, e publica mensalmente a Nuova Antologia (desde os anos 80 a publicação é cuidada pela Fundação Giovanni Spadolini.
- O Instituto Nacional de Estudos sobre o Renascimento (Istituto Nazionale di Studi sul Rinascimento).

O primeiro andar acolhe, anualmente, importantes mostras de arte contemporânea.

## Curiosidades
- A Plaza Strozzi foi usada durante todo o Renascimento como lugar de venda de alimentos, uma ocupação que deixava diariamente muitos dejectos e que não agradava aos Strozzi. Uma placa colocada em 1762 pelos "Otto di Balia e di Guardia" (os precursores do corpo da policía municipal) na esquina da praça proíbe o comércio de melancias, fruta e sucata, sob pena de severas multas.

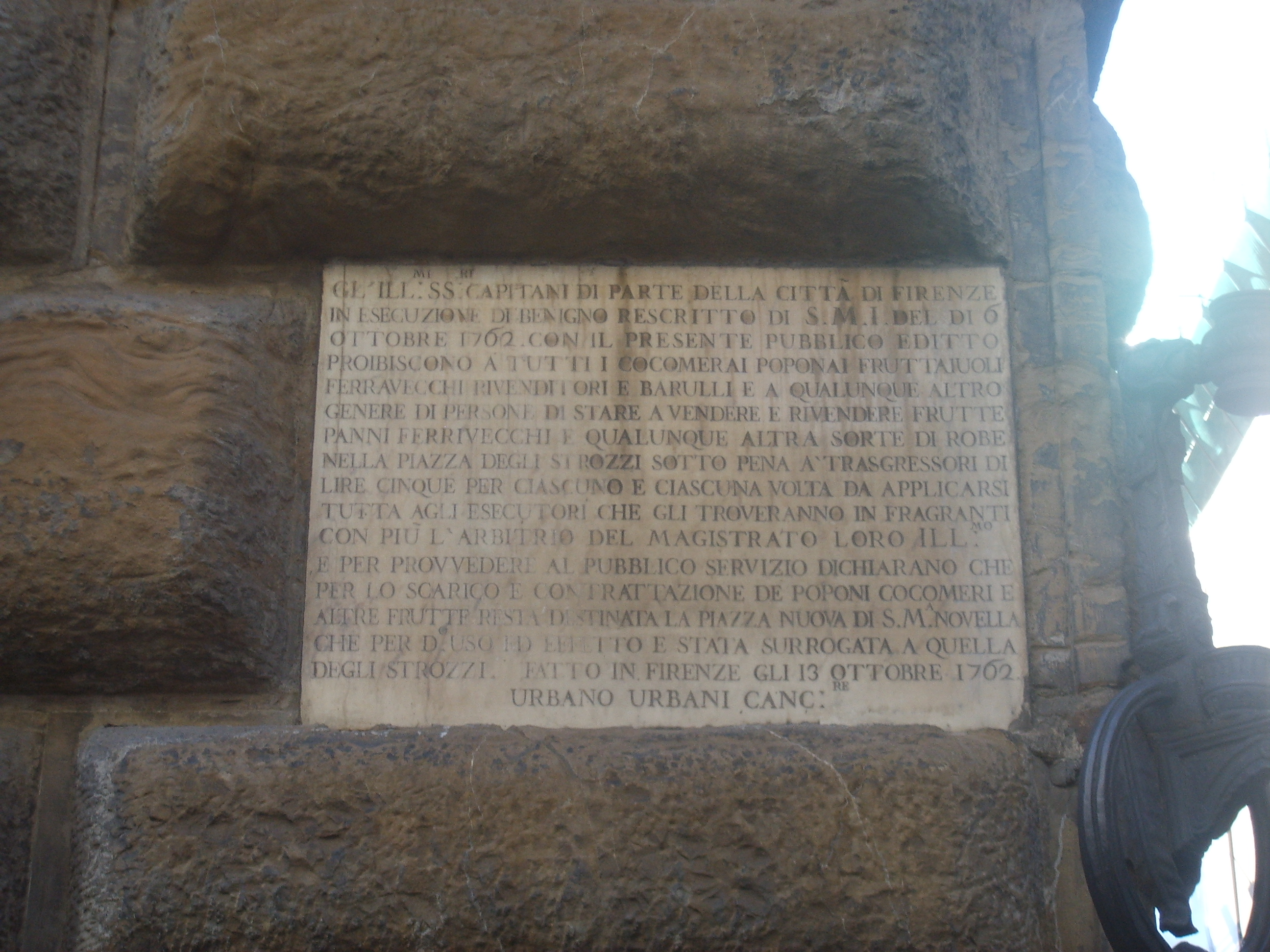
Placa que proíbe o comércio na Plaza Strozzi (1762)
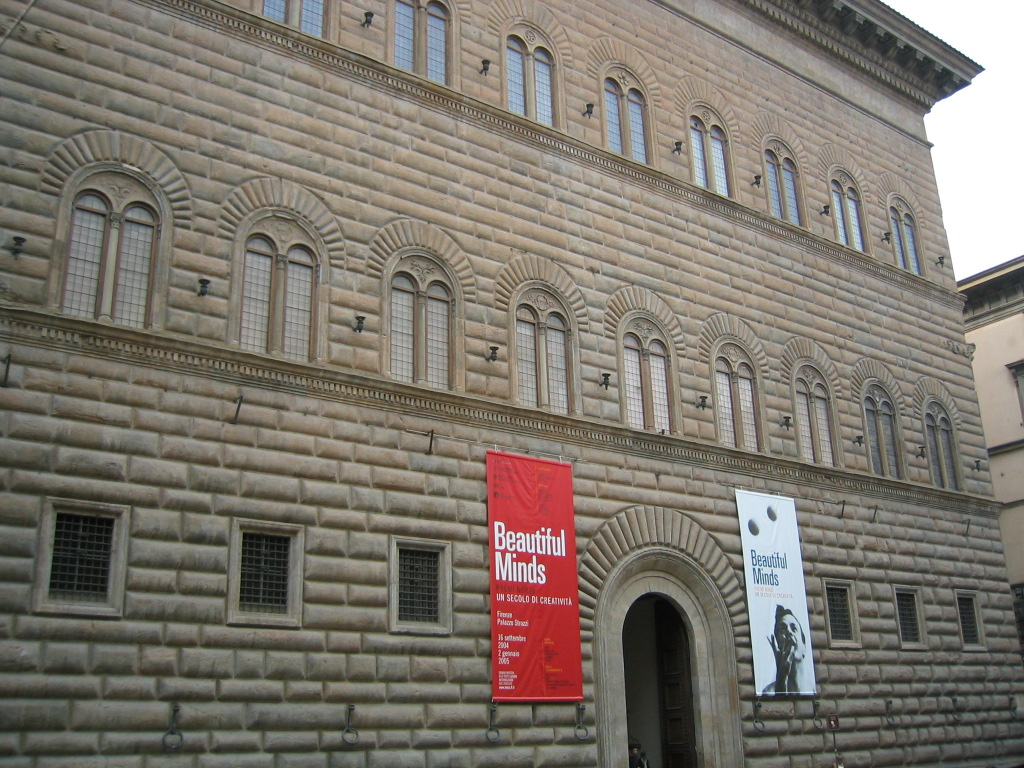
Entrada do Palazzo Strozzi
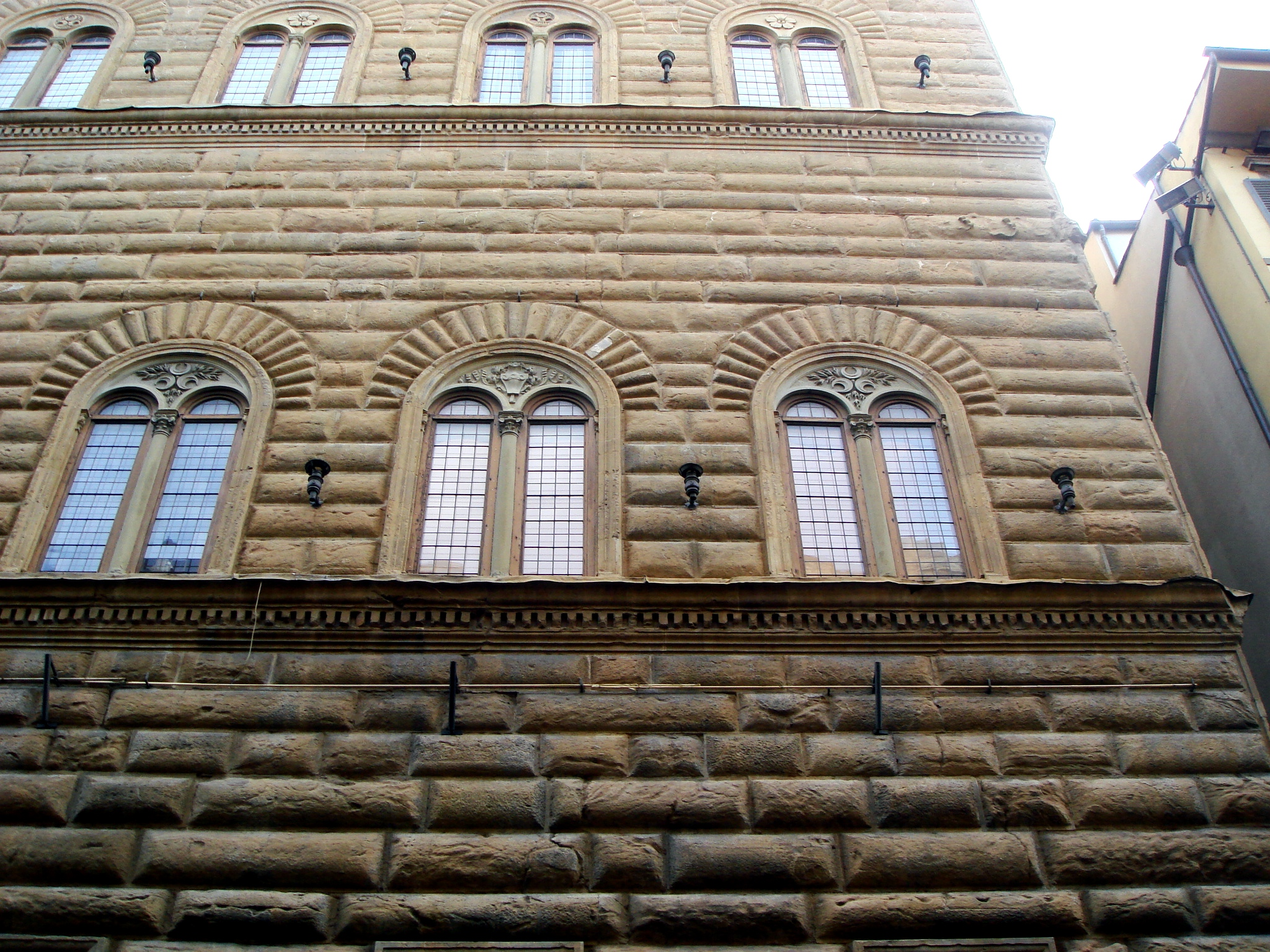
Vista parcial da fachada
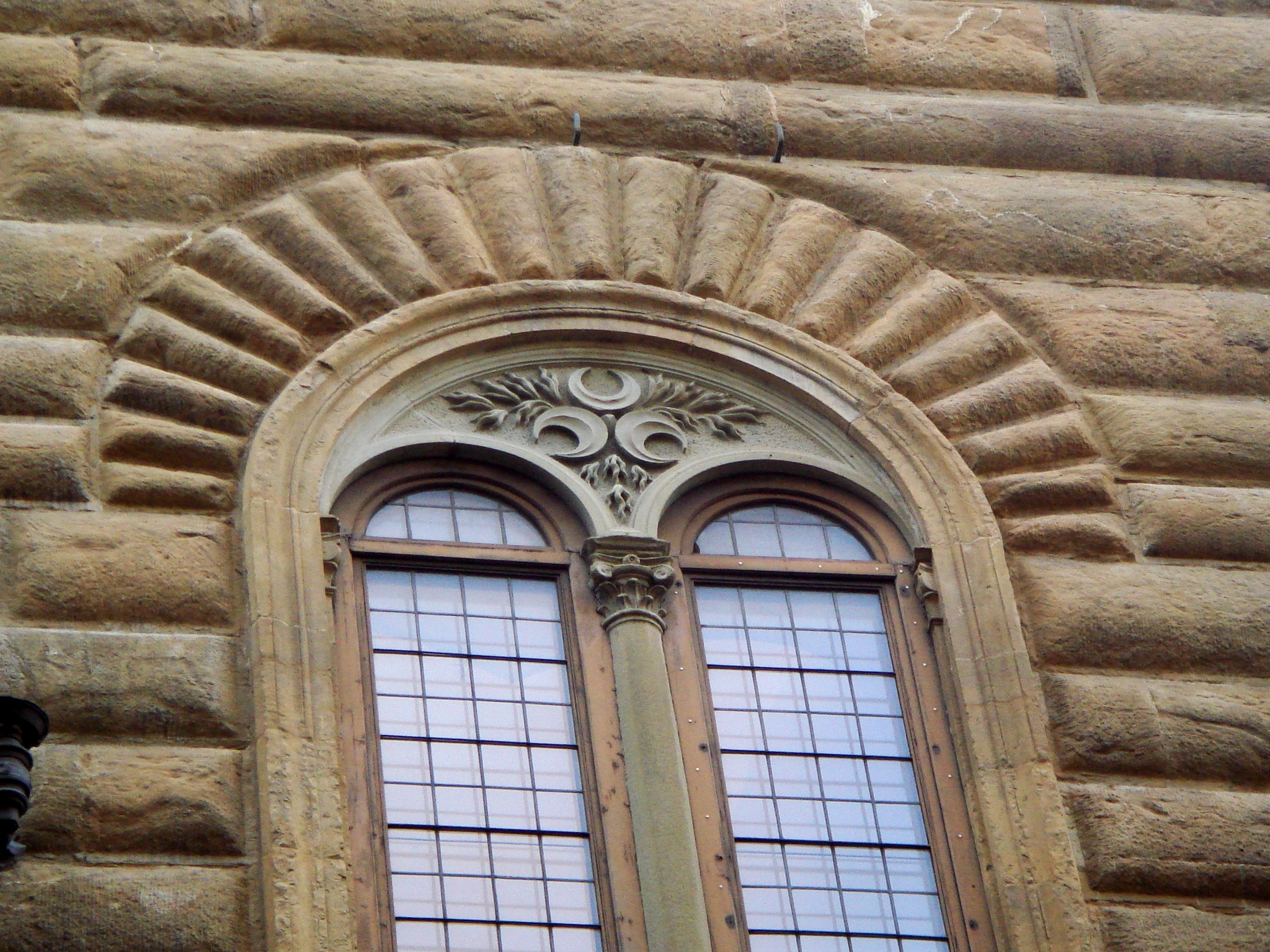
Detalhe duma das janelas
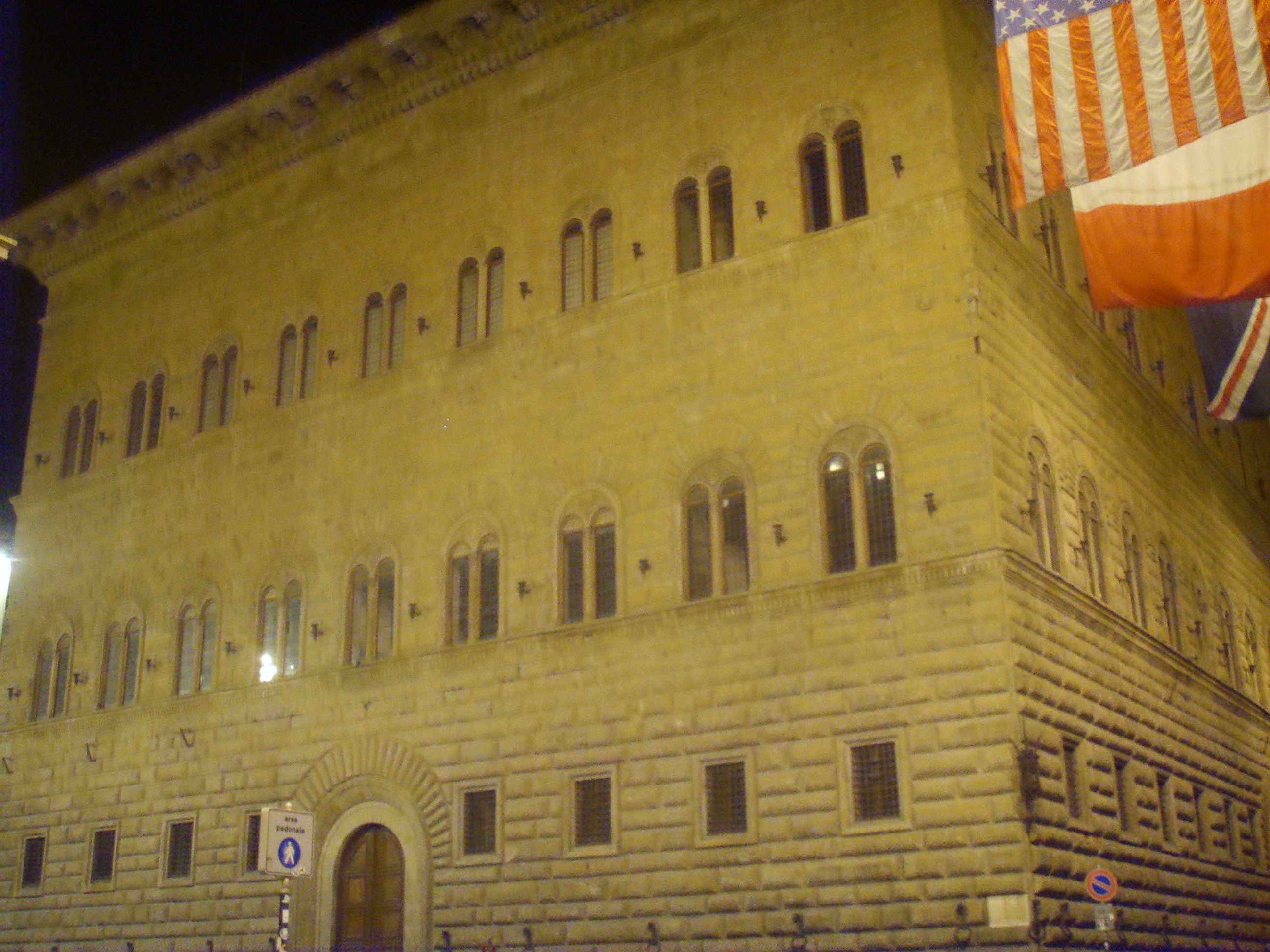
Vista do Palazzo Strozzi à noite
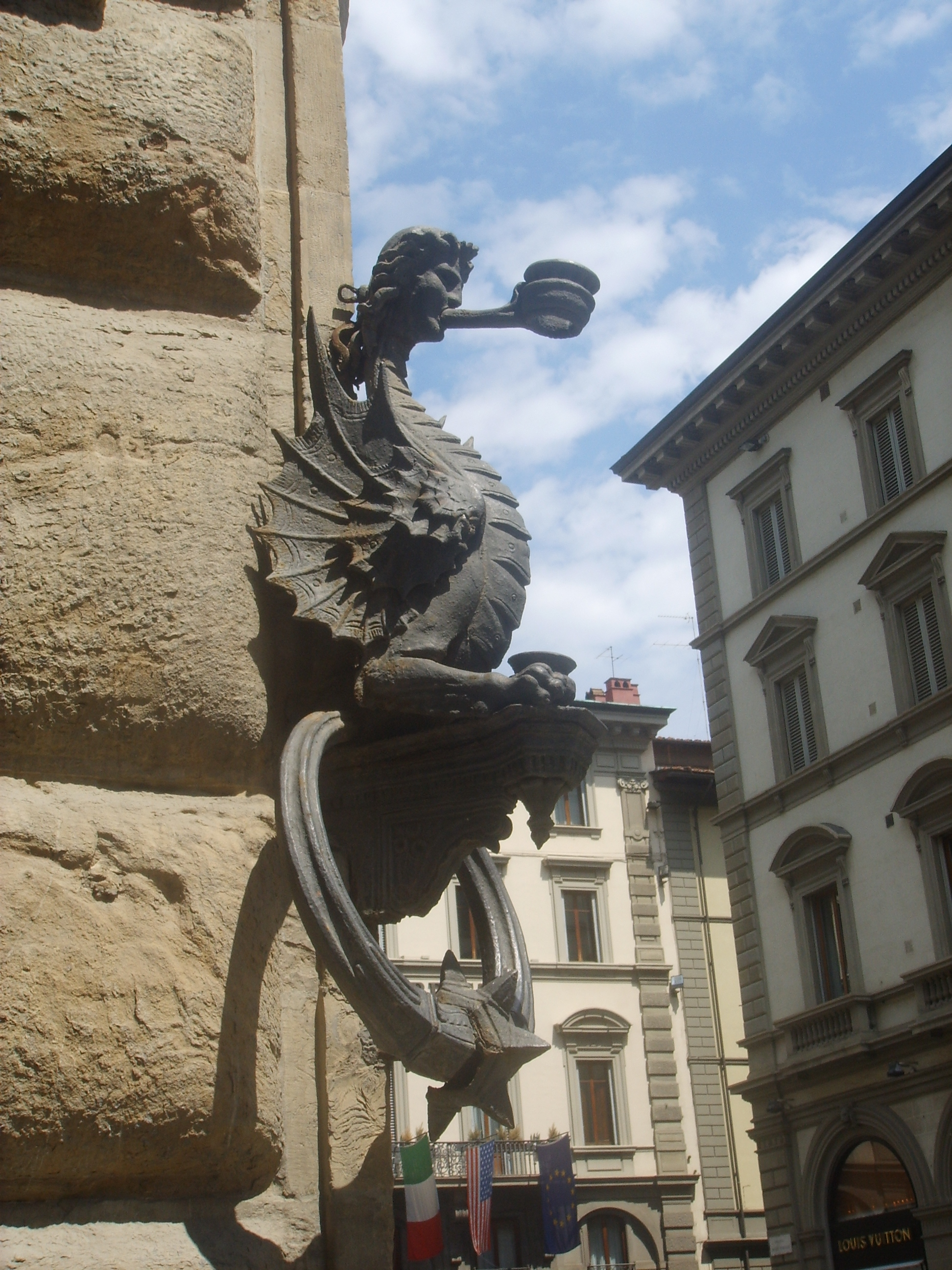
Porta-archotes numa das esquinas do Palazzo Strozzi
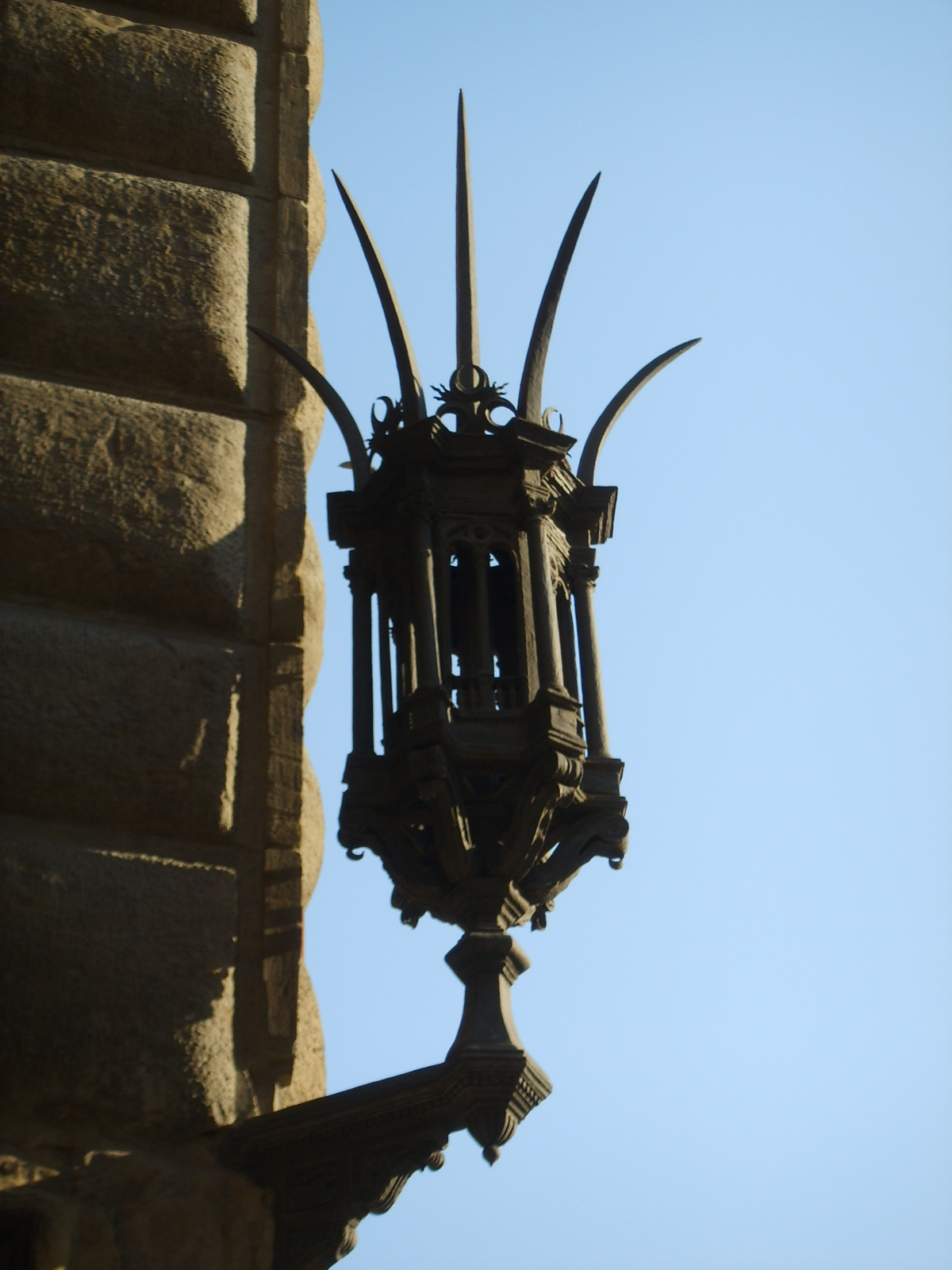
Uma das lucernas do palácio.
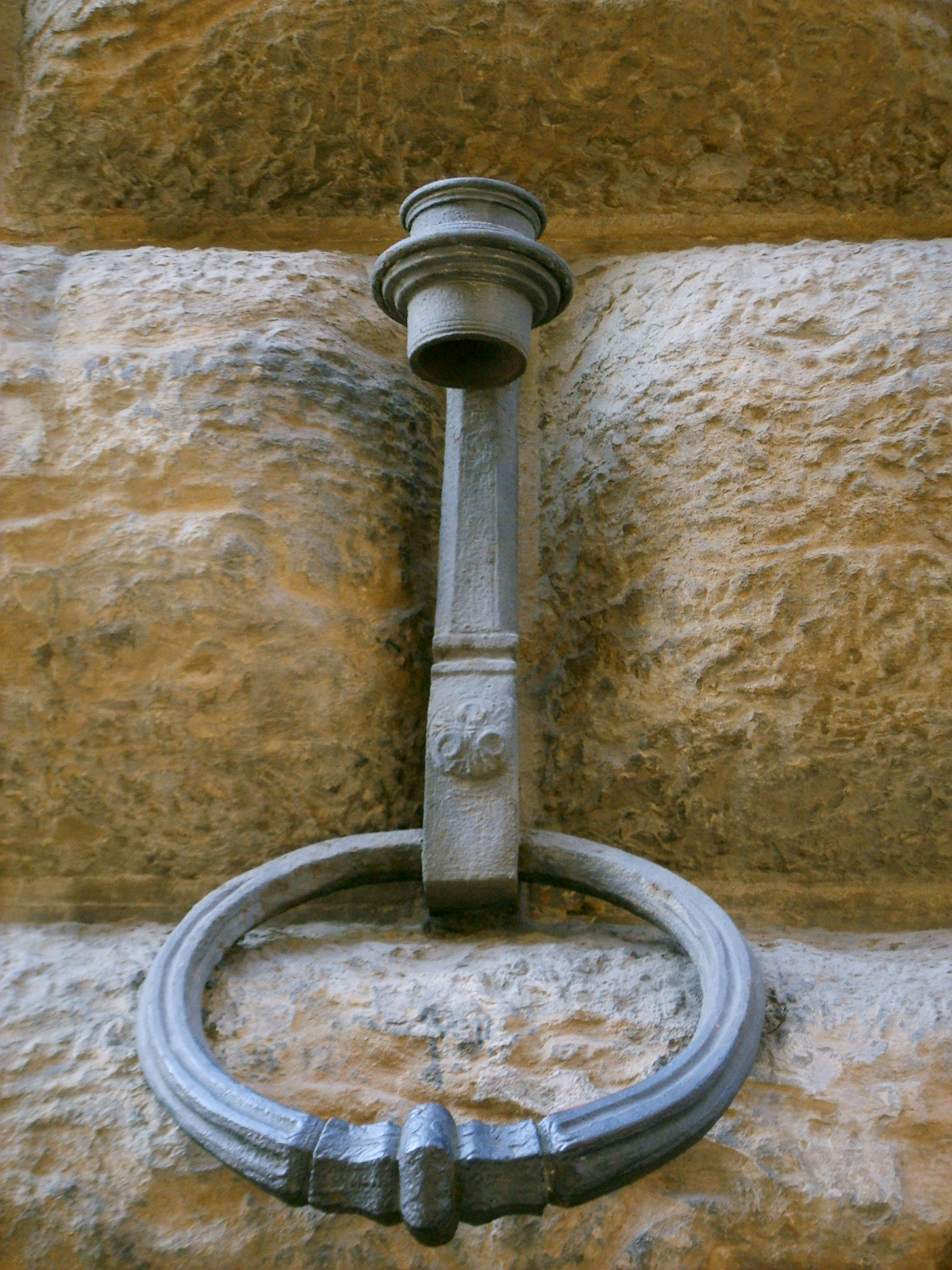
Porta-archotes e argola para prender cavalos
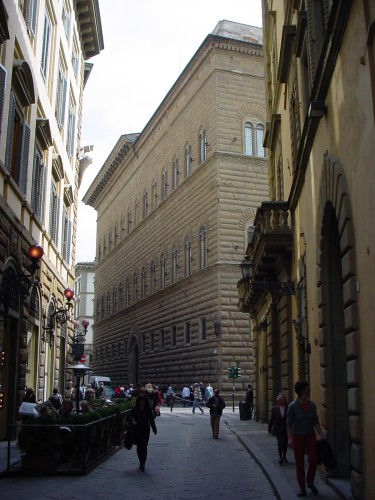
Fachada lateral, onde se vê a cornija inclompeta.
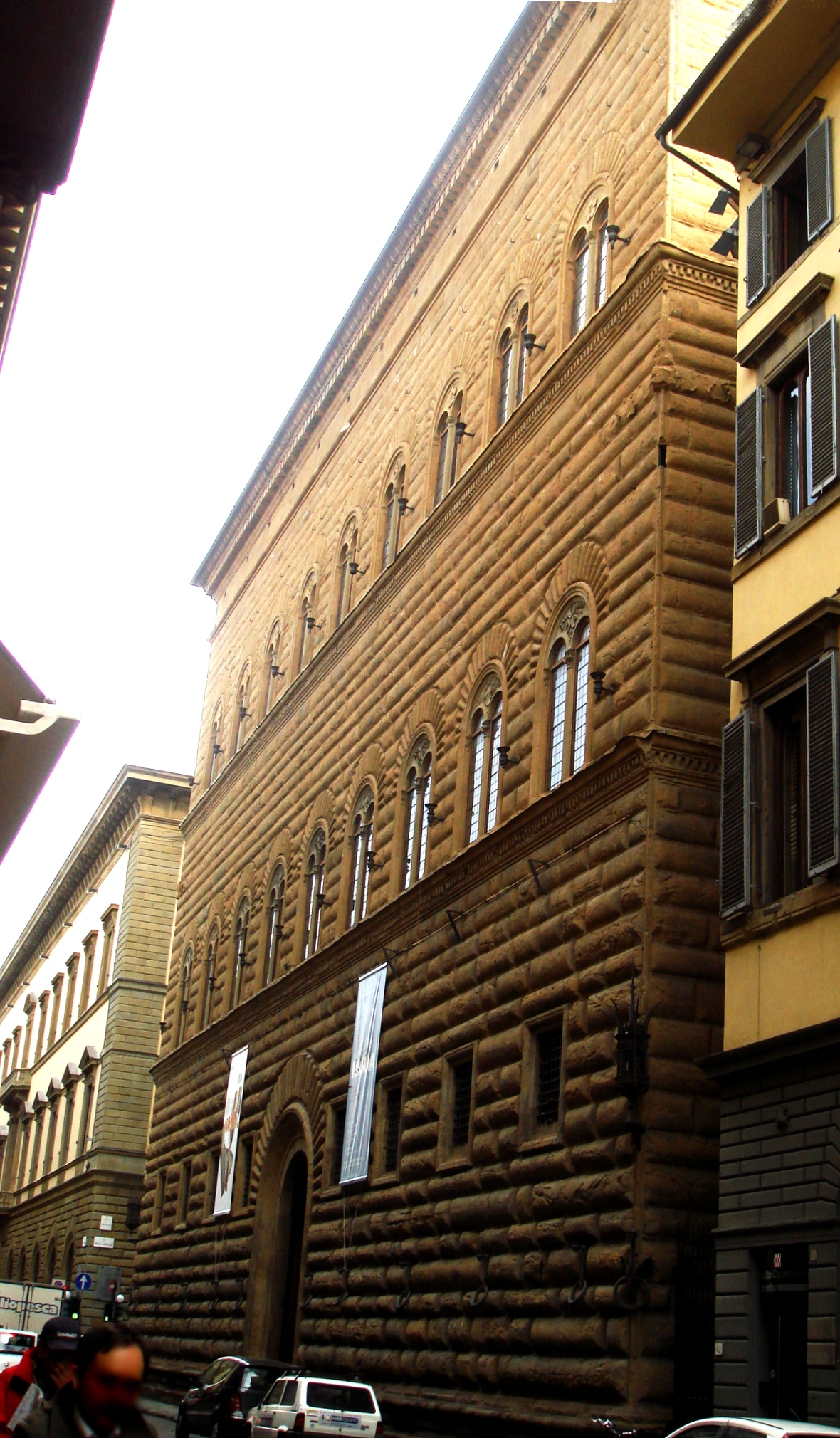
Fachada do Palazzo Strozzi
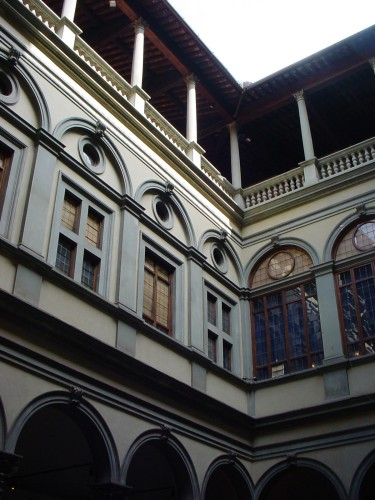
Fachada do pátio